# Saint-Victor (Cantal)
Pour les articles homonymes, voir Saint-Victor.
Saint-Victor est une commune française, située dans le département du Cantal en région Auvergne-Rhône-Alpes.

## Géographie
La commune de Saint-Victor, traversée par le 45e parallèle nord, est de ce fait située à égale distance du pôle Nord et de l'équateur terrestre (environ 5 000 km).
La commune de Saint Victor est divisée en deux entités, Saint-Victor et Aleix, où se trouve la mairie.
Les habitants vivent dans les hameaux :
- la Borie
- Cassiès
- Daumont
- Meyrou
- la Montagne
- Perissagol
- la Terrade
- le Bos
- le Claux
- Fraissy
- le Mont
- Prallat
- la Vergne

### Communes limitrophes
|                       | Saint-Illide          |        |
| Saint-Santin-Cantalès | Saint-Victor          | Ayrens |
| Nieudan               | Saint-Paul-des-Landes |        |

### Climat
Pour des articles plus généraux, voir Climat d'Auvergne-Rhône-Alpes et Climat du Cantal.
En 2010, le climat de la commune est de type climat océanique altéré, selon une étude du CNRS s'appuyant sur une série de données couvrant la période 1971-2000. En 2020, Météo-France publie une typologie des climats de la France métropolitaine dans laquelle la commune est exposée à un climat de montagne ou de marges de montagne et est dans la région climatique  Ouest et nord-ouest du Massif Central, caractérisée par une pluviométrie annuelle de 900 à 1 500 mm, maximale en automne et en hiver. 
Pour la période 1971-2000, la température annuelle moyenne est de 10,4 °C, avec une amplitude thermique annuelle de 15,4 °C. Le cumul annuel moyen de précipitations est de 1 219 mm, avec 13,2 jours de précipitations en janvier et 7,9 jours en juillet. Pour la période 1991-2020, la température moyenne annuelle observée sur la station météorologique de Météo-France la plus proche, sur la commune d'Aurillac à 15 km à vol d'oiseau, est de 10,5 °C et le cumul annuel moyen de précipitations est de 1 134,7 mm,. Pour l'avenir, les paramètres climatiques de la commune estimés pour 2050 selon différents scénarios d'émission de gaz à effet de serre sont consultables sur un site dédié publié par Météo-France en novembre 2022.

## Urbanisme

### Typologie
Au 1er janvier 2024, Saint-Victor est catégorisée commune rurale à habitat très dispersé, selon la nouvelle grille communale de densité à 7 niveaux définie par l'Insee en 2022.
Elle est située hors unité urbaine. Par ailleurs la commune fait partie de l'aire d'attraction d'Aurillac, dont elle est une commune de la couronne,. Cette aire, qui regroupe 85 communes, est catégorisée dans les aires de 50 000 à moins de 200 000 habitants,.

### Occupation des sols
L'occupation des sols de la commune, telle qu'elle ressort de la base de données européenne d’occupation biophysique des sols Corine Land Cover (CLC), est marquée par l'importance des forêts et milieux semi-naturels (52 % en 2018), en diminution par rapport à 1990 (56,2 %). La répartition détaillée en 2018 est la suivante : 
forêts (52 %), zones agricoles hétérogènes (27,4 %), prairies (20,6 %). L'évolution de l’occupation des sols de la commune et de ses infrastructures peut être observée sur les différentes représentations cartographiques du territoire : la carte de Cassini (XVIIIe siècle), la carte d'état-major (1820-1866) et les cartes ou photos aériennes de l'IGN pour la période actuelle (1950 à aujourd'hui).

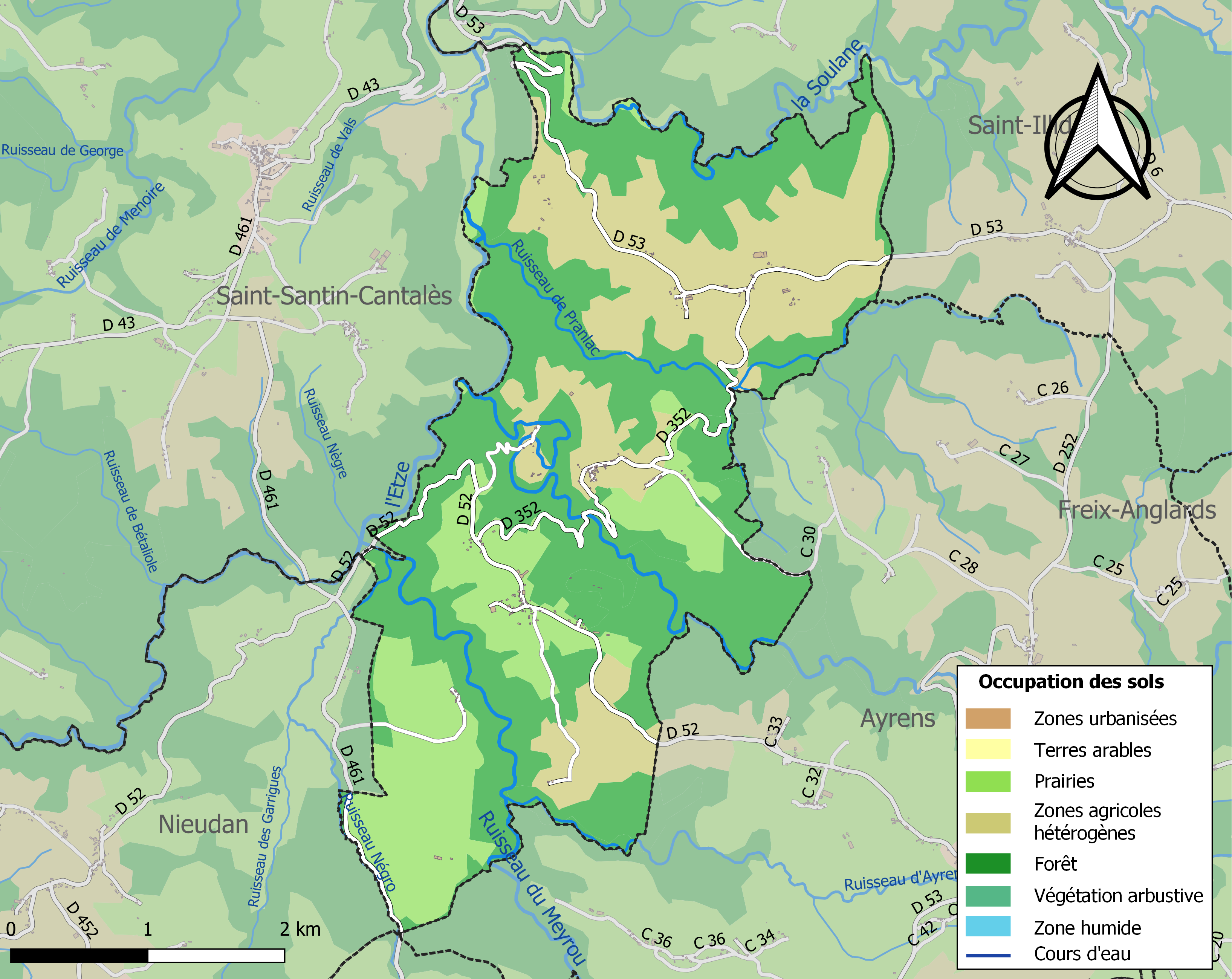
Carte des infrastructures et de l'occupation des sols de la commune en 2018 (CLC).

### Habitat et logement
En 2018, le nombre total de logements dans la commune était de 71, alors qu'il était de 79 en 2013 et de 79 en 2008.
Parmi ces logements, 62 % étaient des résidences principales, 22,5 % des résidences secondaires et 15,5 % des logements vacants. Ces logements étaient pour 100 % d'entre eux des maisons individuelles et pour 0 % des appartements.
Le tableau ci-dessous présente la typologie des logements à Saint-Victor en 2018 en comparaison avec celle du Cantal et de la France entière. Une caractéristique marquante du parc de logements est ainsi une proportion de résidences secondaires et logements occasionnels (22,5 %) supérieure à celle du département (20,4 %) et à celle de la France entière (9,7 %). Concernant le statut d'occupation de ces logements, 88,6 % des habitants de la commune sont propriétaires de leur logement (88,9 % en 2013), contre 70,4 % pour le Cantal et 57,5 pour la France entière.
| Typologie                                               | Saint-Victor | Cantal | France entière |
| ------------------------------------------------------- | ------------ | ------ | -------------- |
| Résidences principales (en %)                           | 62           | 67,7   | 82,1           |
| Résidences secondaires et logements occasionnels (en %) | 22,5         | 20,4   | 9,7            |
| Logements vacants (en %)                                | 15,5         | 11,9   | 8,2            |

## Histoire
Saint-Victor était une seigneurie appartenant à la famille de Montal (Durand de Montal est seigneur de Saint-Victor en 1251, Géraud de Montal en 1329). Le château de Prallat s'élevait sur la colline, dont il ne reste que la chapelle, qui forme le chœur de l'église paroissiale.
Cette seigneurie passa ensuite dans la famille de Selves, puis à Jacques de Prallat et par alliance à la famille de Jugeals de Peyrac de Veillan.
Avant 1789, l'église dédiée à saint Victor était une annexe de celle d'Ayrens, et à la nomination de l'archidiacre d'Aurillac. Elle fut érigée en chapelle vicariale par ordonnance royale du 27 juillet 1821, et en succursale par une nouvelle ordonnance du 30 janvier 1839.
La commune comprenait environ 500 habitants au XIXe siècle. La pauvreté des exploitations favorisa une émigration massive.

## Politique et administration
| Période                                  | Période      | Identité        | Étiquette | Qualité                    |
| ---------------------------------------- | ------------ | --------------- | --------- | -------------------------- |
| Les données manquantes sont à compléter. |              |                 |           |                            |
| mars 2001                                | avril 2014   | Ginette Meiniel |           |                            |
| avril 2014                               | juillet 2020 | Michel Morin    | DVD       | Retraité Fonction publique |
| juillet 2020                             | En cours     | Michel Teyssou  |           |                            |

## Démographie
L'évolution du nombre d'habitants est connue à travers les recensements de la population effectués dans la commune depuis 1793. Pour les communes de moins de 10 000 habitants, une enquête de recensement portant sur toute la population est réalisée tous les cinq ans, les populations de référence des années intermédiaires étant quant à elles estimées par interpolation ou extrapolation. Pour la commune, le premier recensement exhaustif entrant dans le cadre du nouveau dispositif a été réalisé en 2007.

En 2022, la commune comptait 96 habitants, en évolution de −11,93 % par rapport à 2016 (Cantal : −1,08 %, France hors Mayotte : +2,11 %).
| 1793 | 1800 | 1806 | 1821 | 1831 | 1836 | 1841 | 1846 | 1851 |
| ---- | ---- | ---- | ---- | ---- | ---- | ---- | ---- | ---- |
| 430  | 417  | 456  | 426  | 469  | 505  | 415  | 502  | 478  |

| 1856 | 1861 | 1866 | 1872 | 1876 | 1881 | 1886 | 1891 | 1896 |
| ---- | ---- | ---- | ---- | ---- | ---- | ---- | ---- | ---- |
| 496  | 411  | 497  | 436  | 414  | 431  | 633  | 449  | 451  |

| 1901 | 1906 | 1911 | 1921 | 1926 | 1931 | 1936 | 1946 | 1954 |
| ---- | ---- | ---- | ---- | ---- | ---- | ---- | ---- | ---- |
| 335  | 331  | 302  | 285  | 285  | 262  | 239  | 208  | 170  |

| 1962 | 1968 | 1975 | 1982 | 1990 | 1999 | 2006 | 2007 | 2012 |
| ---- | ---- | ---- | ---- | ---- | ---- | ---- | ---- | ---- |
| 179  | 152  | 120  | 141  | 135  | 127  | 110  | 108  | 112  |

| 2017 | 2022 | - | - | - | - | - | - | - |
| ---- | ---- | - | - | - | - | - | - | - |
| 107  | 96   | - | - | - | - | - | - | - |

## Culture locale et patrimoine

### Lieux et monuments
Le « bourg » de Saint-Victor a la particularité de ne comporter qu'une église et deux maisons. Les habitants vivent dans les hameaux voisins. On y accède exclusivement à pied, par un chemin escarpé. Un chemin de croix avec des stations de schiste y a été aménagé. Bien qu'ayant une dimension de chapelle, l'église, dédiée à saint Victor de Marseille, a le statut d'église paroissiale. Son origine est romane, et le chœur en cul de four aurait été l'ancienne chapelle du château. Son clocher à peigne est typique des églises rurales de la Haute Auvergne. Elle possède deux autels du XVIIIe siècle, un bénitier sur colonne de pierre et quelques statues anciennes de belle qualité. Autour de l'église, un petit cimetière rural avec les tombes des familles des environs.
En contrebas de l'église, trois bâtisses sont accolées : l'ancien presbytère, l'ancienne mairie et l'ancienne école. La mairie a été transportée à Aleix dans les années 1950. L'école a été fermée pendant la guerre de 1939-1945, et n'a pas rouvert à la Libération.
Un pèlerinage est organisé chaque année le troisième dimanche de septembre.

#### Promenade
Circuit pédestre au départ d'Aleix, prenez le chemin de randonnée, prenez le petit pont pour traverser le ruisseau et reprenez la chemin qui s'élève vers le hameau de Saint-Victor (presqu’île) et poursuivez en prenant le chemin de Croix jusqu'à la ferme et fermez la boucle de votre parcours en revenant à Aleix.